# 圣伯尔纳定堂 (维罗纳)

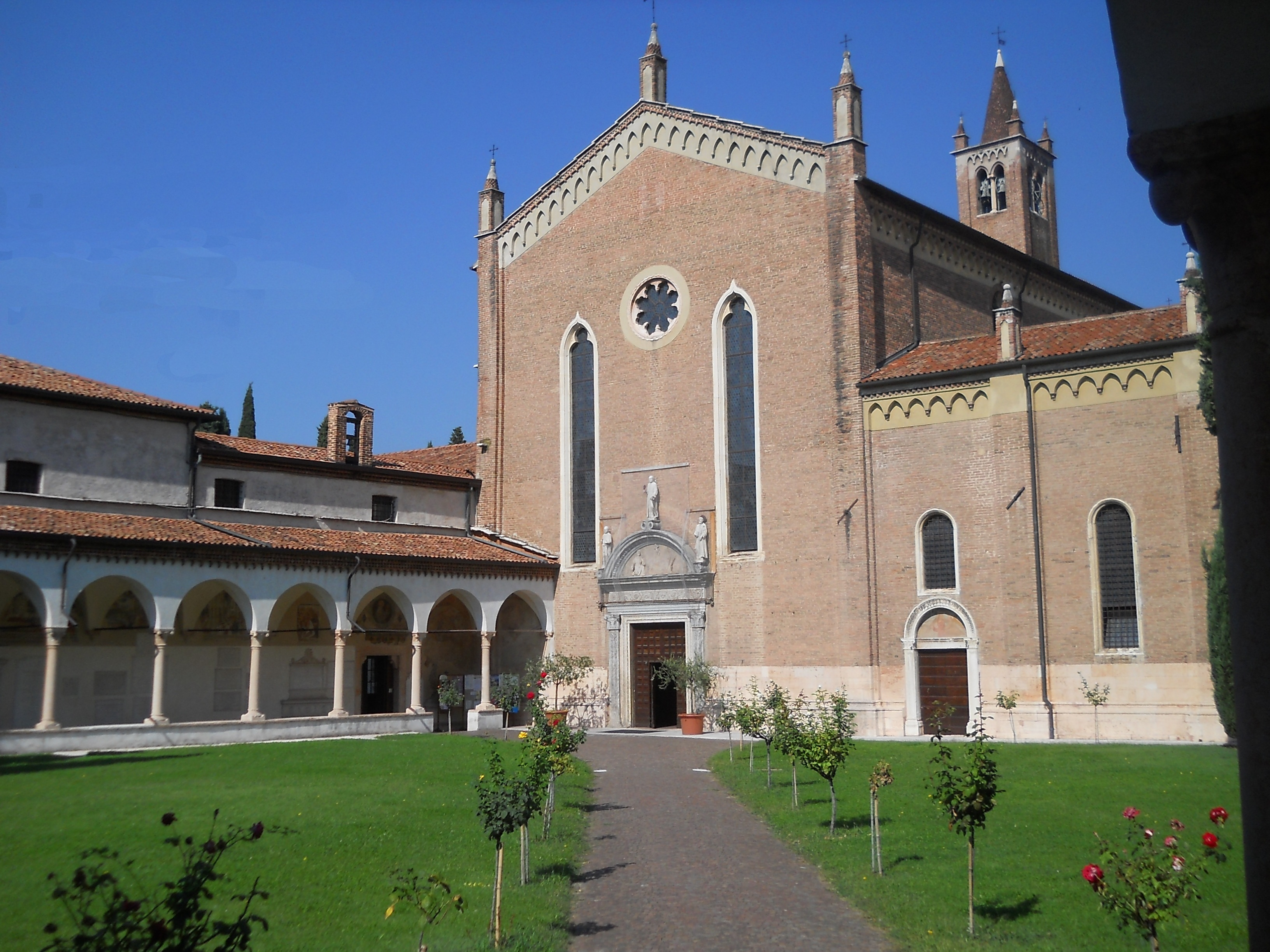

圣伯尔纳定堂（San Bernardino）是一座罗马天主教教堂，位于意大利北部威尼托大区城市维罗纳，为哥特式建筑风格，建于1451至1466年。圣贝纳迪诺。

## 历史
教会的起源与圣伯尔纳定（San Bernardino）从1422年在该市的活动有关。在此期间，他建立了方济各会的女修道院和男修道院。他于1450年，即去世六年后被封圣。1451-1452年，他的继任者若望·达·卡佩斯特拉诺，和维罗纳主教方济各·康杜尔梅里奥，在威尼斯总督弗朗切斯科·福斯卡里的支持下，开始为维罗纳的方济各修会建造一个大型建筑群。
该堂在1453年祝圣，但是中殿和天花板到1466年才完成。后来增加了一个较小的走道。六口钟是采用“维罗纳钟声”。

## 建筑
该堂有一个中殿和一条走道。简朴的立面是砖砌的，门是文艺复兴风格，装饰有三个圣人像。
走道的六个小堂，展示了16世纪的维罗纳绘画。第六个小堂由佩莱格里尼家族赞助，由米凯莱·萨米切利（Michele Sammicheli）设计。正祭台上是贝纳迪诺·印蒂亚（Bernardino India）的《圣母子与亚纳和天使》 （1579年），而半月楣（lunette）及两侧描绘的是《永在的父》 和帕斯夸莱·奥蒂诺（Pasquale Ottino）的《圣若瑟和小若翰洗者》。
1845年的一本清单指出，正祭台上是弗朗切斯科·邦菲利奥（Francesco Bonfiglio）的作品。左侧的祭坛有一幅卡瓦利埃·巴萨（Cavaliere Barca）的祭坛画《圣玛格丽特、方济各和若望》，以及Ceschini的 圣罗格和圣巴斯弟盎雕像。圣诞祭台是印蒂亚的作品。圣心祭台是安东尼奥·维森蒂尼（Antonio Vicentini）的作品（1819年）。正门上方是阿米加齐绘制的油画《圣母领报》。油画《阿尔坎塔拉的圣伯多禄》是安东尼奥·巴莱斯特拉（Antonio Balestra）的作品。
右边的第一个小堂供奉圣方济各，有尼科洛·乔尔菲诺（Niccolò Giolfino）的壁画（1522年），描绘圣若望和圣方济各的故事。祭坛画《圣徒的荣耀》是由弗朗切斯科·莫兰多（Francesco Morando）绘制。毗邻的祭坛有一幅弗朗切斯科·蒙西诺里（Francesco Monsignori）的祭坛画，描绘《圣母与圣热罗拉莫》。下一个小堂供奉圣文都辣，有一幅费利切·博斯卡拉托（Felice Boscarato）的祭坛画。十字架祭坛上有弗朗切斯科·莫兰多（Francesco Morando）和弗朗切斯科·梅龙纳（Francesco Merone）的作品。
第四个小堂供奉圣安多尼（Antony），有多梅尼科·莫龙纳（Domenico Morone）的壁画（1511年），状况不佳。第五个小堂，内有弗朗切斯科·莫罗内（Francesco Morone，1548年）的《十字架》。
在祭衣间，是尼科莱·乔尔菲诺（Nicolò Giolfino）和保罗·法里纳塔（Paolo Farinata）的画作，半月楣（lunette）是安东尼奥·沃尔托利尼（Antonio Voltolini）画的《玛利亚的生平》
在附属修道院的大厅里，有多梅尼科·莫龙纳和他的儿子弗朗切斯科的壁画。